# 우석제
우석제(禹石濟, 1961년 7월 26일 ~ )는 대한민국의 정치인이다. 제7대 경기도 안성시장이다. 2019년 9월 10일 공직선거법 위반으로 시장직을 상실하였다.

## 학력
- 가율초등학교
- 안법중학교 졸업
- 수성고 부설 방송통신고등학교 졸업

## 경력
- 카톨릭농민회 안성분회 회원
- 2010.03 ~ 2018.06 안성축산업협동조합 조합장
- 안법중·고등학교 총동문회 부회장
- 한경대학교 총동문회 부회장
- 더불어민주당 정책위원회 부의장
- 더불어민주당 안성시지역위원회 민생경제특별위원장
- 2018.07 ~ 2019.09 : 제7대 민선 7기 경기도 안성시장 (초선)

## 범죄전력
- 교통사고처리특례법위반: 벌금 150만원 - 1991년 선고[2]
- 오수·분뇨및축산폐수의처리에관한법률위반: 징역 6월, 집행유예 1년 - 1996년 선고[2]

### 공직선거 후보자의 재산 허위 공표
우석제는 2018년 6월 13일 실시된 제7회 전국동시지방선거에 출마하여 공직선거 후보자 재산신고를 하면서 본인과 배우자, 직계존비속의 채무 합계 4,064,490,000원을 누락한 채 적극재산만 기재함으로써 당선될 목적으로 자신에게 유리하도록 재산에 관한 허위사실을 공표였다(공직선거법 제250조 제1항 위반).
2019년 1월 18일 수원지방법원 평택지원은 우석제에게 공직선거법위반 죄로 벌금 200만원을 선고하였다.
2019년 6월 21일 서울고등법원은 우석제와 검사의 항소를 기각하여 원심판결이 유지되었다.
2019년 9월 10일 대법원은 우석제의 상고를 기각하여 원심판결 벌금 200만원 형이 유지되었다.
2022년 12월 27일, 2022년 12월 28일자로 복권되었다.

## 역대 선거 결과
| 실시년도 | 선거      | 대수 | 직책 | 선거구      | 정당         | 득표수   | 득표율          | 순위 | 당락 | 비고           |
| -------- | --------- | ---- | ---- | ----------- | ------------ | -------- | --------------- | ---- | ---- | -------------- |
| 2018년   | 지방 선거 | 7대  | 시장 | 경기 안성시 | 더불어민주당 | 41,592표 | \| \| 51.59% \| | 1위  |      | 초선, 민선 7기 |
|          | 51.59%    |      |      |             |              |          |                 |      |      |                |